# HD 30080
HD 30080，又名CD-30 1968，SAO 195250、HR 1509，是一颗恒星，视星等为5.68，位于銀經231.68，銀緯-39.74，其B1900.0坐标为赤經4h 39m 17.3s，赤緯-30° -39.74′ 5″。